# The Fragile
The Fragile es el tercer álbum de estudio de la banda estadounidense de rock industrial Nine Inch Nails, lanzado como álbum doble por Nothing Records e Interscope Records el 21 de septiembre de 1999. Fue producido por el líder de Nine Inch Nails, Trent Reznor, y el productor inglés Alan Moulder, colaborador habitual de Reznor. Se grabó entre 1997 y 1999 en Nueva Orleans.
Buscando alejarse de la producción distorsionada de su álbum anterior, The Downward Spiral (1994), el álbum presenta elementos de música ambient y electrónica dentro de una amplia variedad de géneros. El álbum continúa con algunos de los temas líricos de The Downward Spiral, incluyendo la depresión y el abuso de drogas. El álbum contiene notablemente más secciones instrumentales que su trabajo anterior, con algunas pistas enteras instrumentales. The Fragile es también uno de los lanzamientos de estudio más largos de la banda, con una duración de casi 1 hora y 45 minutos. El disco se promocionó con tres sencillos: «The Day the World Went Away», «We're in This Together» e «Into the Void», además del sencillo promocional «Starfuckers, Inc.» y una gira complementaria, el Fragility Tour, que duró dos etapas. También se publicaron varias grabaciones, incluyendo un álbum de remezclas, Things Falling Apart (2000), un álbum en vivo, And All That Could Have Been (2002), y una versión alternativa del disco, The Fragile: Deviations 1 (2016).
Tras su lanzamiento, la crítica aplaudió la ambición y la composición del álbum, aunque algunos criticaron su duración y la aparente falta de sustancia lírica. Sin embargo, en los años posteriores a su lanzamiento, ha llegado a ser considerado por muchos críticos y oyentes como uno de los mejores trabajos de la banda. El álbum debutó en el número uno en Estados Unidos, convirtiéndose en el primer álbum de la banda en alcanzar la cima de las listas, y finalmente fue certificado doble platino por la RIAA.

## Escritura y grabación
| The Fragile fue un álbum basado mucho en el miedo, porque tenía un temor terrible por lo que me estaba pasando... Por eso no tiene muchas letras. No podía ni pensar. Se dedicó un esfuerzo inimaginable a ese disco, de una forma muy desenfocada.—Trent Reznor |

The Fragile fue producido por Trent Reznor y Alan Moulder en Nothing Studios de Nueva Orleans. Tras la gira Self-Destruct, hubo algunos cambios en el equipo de Nine Inch Nails, donde el baterista Chris Vrenna fue reemplazado por Bill Rieflin y Jerome Dillon, quien se convertiría en el baterista titular de Nine Inch Nails hasta finales de 2005. Charlie Clouser y Danny Lohner contribuyeron ocasionalmente con la instrumentación y la composición de varios temas, aunque el álbum fue compuesto e interpretado principalmente por Reznor en solitario. The Fragile fue mezclado por Alan Moulder y masterizado por Tom Baker. El diseño gráfico fue creado por David Carson y Rob Sheridan.
Según una entrevista de febrero de 2000 en la revista Keyboard Magazine, dos de los programadores del álbum, Charlie Clouser y Keith Hillbrandt, revelaron algunos sintetizadores utilizados en la producción del álbum, entre ellos: Clavia Nord Lead 2, Waldorf Pulse y Microwave, Minimoog, Oberheim Xpander, Novation Bass Station, Sequential Circuits Prophet-VS y Access Virus.

## Música y letras
Más de un año antes del lanzamiento del álbum, Reznor sugirió, quizás con una distracción intencionada o despectiva, que el álbum «sería irritante para la gente porque no es el Nine Inch Nails tradicional. Piensen en la música más ridícula que puedan imaginar con rimas infantiles encima. Un montón de canciones pop».
A diferencia de los instrumentos altamente distorsionados y los sonidos industriales ásperos de su álbum anterior, The Downward Spiral, The Fragile se basa más en paisajes sonoros, ritmos electrónicos, ruidos ambient, guitarras con influencias rockeras y el uso de melodías como armonías. Varios críticos señalaron que el álbum parecía estar influenciado por el rock progresivo, el art rock, la electrónica y la música de vanguardia. Está catalogado como un álbum de art rock por The Rolling Stone Album Guide (2004), Edna Gundersen de USA Today, y Will Hermes de Entertainment Weekly. Hermes considera que, al igual que los «art rockeros» King Crimson y David Bowie, Reznor incorpora elementos de la música clásica del siglo XX en el álbum, «mezclando melodías de piano preparadas al estilo de John Cage con la temática de Claude Debussy». La periodista musical Ann Powers observa elementos de las bandas de rock progresivo King Crimson y Roxy Music, las influencias de Reznor y la experimentación de artistas de electrónica como Autechre y Squarepusher, y escribe que The Fragile utiliza líneas de bajo funk, modalidades norteafricanas en tonalidad menor y el tratamiento de la tonalidad propio de compositores simbolistas como Debussy. El álbum también incluye varias partes de guitarra distorsionadas que, según Powers, los fanáticos pueden disfrutar. Rob Sheffield observa una «vibra de rock progresivo» similar a la del álbum The Wall de Pink Floyd de 1979 y considera que The Fragile es, de igual manera, «un álbum doble que desata... la alienación y la miseria en alucinaciones paranoicas de estudio, con cada tema atiborrado de sobregrabaciones hasta el cansancio».

## Lista de canciones
La versión en CD es la de menos duración, no contiene "Appendage" de la versión de "Please" del casete, así como las versiones extendidas que aparecen en la edición de vinilo. La versión de vinilo es la más larga, y contiene las canciones "10 Miles High" y "The New Flesh", que más tarde aparecieron en el sencillo "We're In This Together". La versión de vinilo no contiene "Appendage", la cual aparece al final de "Please" en la versión de casete, ni "With Decay", la cual aparece al final de "Ripe" en las versions de CD y casete. La versión en vinilo contiene versiones extendidas de algunas canciones. La versión en casete es idéntica a la de CD, con la inclusión de "Appendage" al final de "Please". El listado siguiente es el del CD. Todas las canciones escritas por Trent Reznor excepto donde esté indicado.

### Versión CD
Todas las canciones escritas y compuestas por Trent Reznor, excepto donde se indique. 
| Disco 1 (Left) |                                           |          |  |
| N.º            | Título                                    | Duración |  |
| 1.             | «Somewhat Damaged» (Reznor, Danny Lohner) | 4:31     |  |
| 2.             | «The Day the World Went Away»             | 4:33     |  |
| 3.             | «The Frail»                               | 1:54     |  |
| 4.             | «The Wretched»                            | 5:25     |  |
| 5.             | «We're in This Together»                  | 7:16     |  |
| 6.             | «The Fragile»                             | 4:35     |  |
| 7.             | «Just Like You Imagined»                  | 3:49     |  |
| 8.             | «Even Deeper» (Reznor, Lohner)            | 5:48     |  |
| 9.             | «Pilgrimage»                              | 3:31     |  |
| 10.            | «No, You Don't»                           | 3:36     |  |
| 11.            | «La Mer»                                  | 4:37     |  |
| 12.            | «The Great Below»                         | 5:17     |  |
| 54:59          |                                           |          |  |

| Disco 2 (Right) |                                                                          |          |  |
| N.º             | Título                                                                   | Duración |  |
| 1.              | «The Way Out Is Through» (Reznor, Keith Hillebrandt, Charlie Clouser)    | 4:17     |  |
| 2.              | «Into the Void»                                                          | 4:49     |  |
| 3.              | «Where Is Everybody?»                                                    | 5:40     |  |
| 4.              | «The Mark Has Been Made» (Incluye un intro escondido de "10 Miles High") | 5:15     |  |
| 5.              | «Please»                                                                 | 3:30     |  |
| 6.              | «Starfuckers, Inc.» (Reznor, Clouser)                                    | 5:00     |  |
| 7.              | «Complication»                                                           | 2:30     |  |
| 8.              | «I'm Looking Forward to Joining You, Finally»                            | 4:13     |  |
| 9.              | «The Big Come Down»                                                      | 4:12     |  |
| 10.             | «Underneath It All»                                                      | 2:46     |  |
| 11.             | «Ripe (With Decay)»                                                      | 6:34     |  |
| 48:52           |                                                                          |          |  |

### Versión casete

#### Lado 1.A
1. "Somewhat Damaged" - 4:31
2. "The Day the World Went Away" - 4:34
3. "The Frail" - 1:54
4. "The Wretched" - 5:25
5. "We're in This Together" - 7:16
6. "The Fragile" - 4:36
7. "Just Like You Imagined" - 3:49

#### Lado 1.B
1. "Even Deeper" - 5:48
2. "Pilgrimage" - 3:31
3. "No, You Don't" - 3:35
4. "La Mer" - 4:37
5. "The Great Below" - 5:17

#### Lado 2.A
1. "The Way Out Is Through" - 4:17
2. "Into the Void" - 4:49
3. "Where Is Everybody?" - 5:40
4. "The Mark Has Been Made" - 5:15
5. "Please (+Appendage)" - 6:19

#### Lado 2.B
1. "Starfuckers, Inc." - 5:00
2. "Complication" - 2:31
3. "I'm Looking Forward to Joining You, Finally" - 4:13
4. "The Big Come Down" - 4:14
5. "Underneath It All" - 2:46
6. "Ripe (With Decay)" - 6:34

### Versión del vinilo

#### Disco 1

##### Lado A
1. "Somewhat Damaged" - 4:31
2. "The Day the World Went Away" - 5:01
3. "The Frail" - 1:54
4. "The Wretched" - 5:36

##### Lado B
1. "We're in This Together" - 7:16
2. "The Fragile" - 4:36
3. "Just Like You Imagined" - 3:49
4. "Even Deeper" - 6:14

#### Disco 2

##### Lado A
1. "Pilgrimage" - 3:31
2. "No, You Don't" - 3:35
3. "La Mer" - 5:02
4. "The Great Below" - 5:17

##### Lado B
1. "The Way Out Is Through" - 4:17
2. "Into the Void" - 4:49
3. "Where Is Everybody?" - 5:40
4. "The Mark Has Been Made" - 4:43

#### Disco 3

##### Lado A
1. "10 Miles High" - 5:13
2. "Please" - 3:31
3. "Starfuckers, Inc." - 5:00
4. "Complication" - 2:31
5. "The New Flesh" - 3:40

##### Lado B
1. "I'm Looking Forward to Joining You, Finally" - 4:13
2. "The Big Come Down" - 4:14
3. "Underneath It All" - 2:46
4. "Ripe" - 5:15

## Posicionamiento en las listas
| Sencillos \| Año \| Canción \| Lista \| Posición \| \| ---- \| ----------------------------- \| -------------------------- \| -------- \| \| 1999 \| «The Day the World Went Away» \| Australian Charts \| 31 \| \| 1999 \| «The Day the World Went Away» \| Canadian Singles Chart \| 1 \| \| 1999 \| «The Day the World Went Away» \| Billboard Hot 100 \| 17 \| \| 1999 \| «The Day the World Went Away» \| New Zealand Singles Charts \| 15 \| \| 1999 \| «We're in This Together» \| Modern Rock Tracks \| 11 \| \| 1999 \| «We're in This Together» \| Mainstream Rock \| 21 \| \| 1999 \| «We're in This Together» \| UK Singles Charts \| 39 \| \| 2000 \| «Into the Void» \| Modern Rock Tracks \| 11 \| \| 2000 \| «Into the Void» \| Mainstream Rock \| 27 \| \| 2000 \| «Into the Void» \| Canadian Singles Chart \| 4 \| \| 2000 \| «Starfuckers, Inc.» \| Modern Rock Tracks \| 39 \| |                               |                            |          |
| Año | Canción                       | Lista                      | Posición |
| 1999 | «The Day the World Went Away» | Australian Charts          | 31       |
| 1999 | «The Day the World Went Away» | Canadian Singles Chart     | 1        |
| 1999 | «The Day the World Went Away» | Billboard Hot 100          | 17       |
| 1999 | «The Day the World Went Away» | New Zealand Singles Charts | 15       |
| 1999 | «We're in This Together»      | Modern Rock Tracks         | 11       |
| 1999 | «We're in This Together»      | Mainstream Rock            | 21       |
| 1999 | «We're in This Together»      | UK Singles Charts          | 39       |
| 2000 | «Into the Void»               | Modern Rock Tracks         | 11       |
| 2000 | «Into the Void»               | Mainstream Rock            | 27       |
| 2000 | «Into the Void»               | Canadian Singles Chart     | 4        |
| 2000 | «Starfuckers, Inc.»           | Modern Rock Tracks         | 39       |

## Músicos
- Tom Baker – mastering
- Adrian Belew – guitars (7, 12, 15)
- Heather Bennet – backing vocals
- Clinton Bradley – programming, technical assistant to Bob Ezrin
- Buddha Boys Choir – choir, chorus, chant
- Buddha Debutante Choir – backing vocals
- Di Coleman – backing vocals
- Charlie Clouser – programming, synthesizers, atmospheres
- Melissa Daigle – backing vocals
- Paul DeCarli – programming
- Jerome Dillon – drums (5)
- Dr. Dre – mixing assistant (8)
- Steve Duda – programming, choir, chorus, percussion, violin
- Eric Edmonson – choir, chorus
- Bob Ezrin – album sequencing assistant
- Mike Garson – piano (7, 13, 23)
- Page Hamilton – guitar (10)
- Tracy Hardin – backing vocals
- Leo Herrera – engineer
- Keith Hillebrandt – programming, additional sound design, choir, chorus
- Cherry Holly – trumpet
- Doug Idleman – choir, chorus
- Mason Kemmer – violin, donair supplier
- Danny Lohner – drum programming, ambiance, synthesizers, guitar (1, 7, 12, 19)
- Marcus London – choir, chorus
- Clint Mansell – choir, chorus
- Denise Milfort – vocals (11)
- Judy Miller – backing vocals
- Alan Moulder –  producer, engineer, mixing
- Gary I. Neal – backing vocals
- Matthew Nicholls – backing vocals
- Dave Ogilvie – engineer
- Christine Parrish – backing vocals
- Adam Persaud – choir, chorus
- Brian Pollack – engineer
- Kim Prevost – vocals
- Trent Reznor – vocals, guitars, bass guitar, cello, piano, synthesizers, programming, producer
- Elquine Rice – backing vocals
- Terry Rice – backing vocals
- Bill Rieflin – drums (12)
- M. Gabriela Rivas – backing vocals
- Nick Scott – choir, chorus
- Rodney Sulton – backing vocals
- Stefani Taylor – backing vocals
- Nigel Wiesehan – choir, chorus
- Willie – cello
- Barbara Wilson – backing vocals
- Leslie Wilson – backing vocals
- Martha Wood – backing vocals[13]